# Elasar ha-Qallir
Elasar ha-Qallir (auch: Eleasar Kalir oder Eleazar Kalir; hebräisch אלעזר הקליר oder אלעזר בירבי קליר) war ein schulbildender jüdischer liturgischer Dichter (Pajjtan) aus dem Land Israel in byzantinischer Zeit (ca. 6./7. Jahrhundert). Er schrieb zahlreiche Pijjutim, die z. T. Eingang in die aschkenasischen Siddurim fanden.
Herkunft und Einordnung von Elasar ha-Qallir sind umstritten. Im Mittelalter hielt man ihn für einen Tannaiten und identifizierte ihn mit Rabbi El'asar ben Arach. Während der Haskala tendierte man zu einer Spätdatierung und ordnete ihn ins 10. bzw. 11. Jahrhundert in Italien ein. Seit der Entdeckung der Kairoer Genisa und darin einer großen Zahl seiner Pijjutim ist nun eine genauere Datierung möglich. Die Tatsache, dass es in seinen Werken zahlreiche Bezugnahmen auf die christliche Herrschaft im Land Israel, jedoch nicht auf die arabische Eroberung gibt, verweist darauf, dass R. Elasar ha-Qallir im 6. oder zu Beginn des 7. Jahrhunderts lebte, in jedem Falle nicht nach der arabischen Invasion. Manche seiner Pijjutim sind als Akrostichon aufgebaut, welches den Namen der Stadt Kirjat Sefer (hebr. קרית ספר, deutsch: Stadt des Buches) ergibt. Vermutlich ist damit Tiberias gemeint, welches in jener Zeit ein Anziehungspunkt für Gelehrte und Schriftsteller war. Nach einigen Hinweisen von zweifelhaftem Wert war er ein Schüler des Dichters Jannai. Es gibt sogar eine – historisch wertlose – Erzählung mittelalterlichen Ursprungs, nach der Jannai den Elasar ha-Qallir umbrachte, weil er ihn angeblich seiner Pijjutim wegen beneidete.
Der Beiname „Qallir“ ist in seiner Bedeutung ungeklärt, manchmal erscheint er auch als „קלר“ oder „קיליר“. Nach Samuel David Luzzatto lässt sich der Name möglicherweise mithilfe einer Metathesis aus dem griechischen Namen Kyrill ableiten und wäre dann als „קיליר“ (Kyllir oder Killir) zu lesen.
Die Dichtung Qallirs diente als Grundlage für Generationen von Pajjtanim nach ihm. Im Vergleich zum lyrischen Stil vor Qallir pflegten er und seine Nachfolger bereits eine relativ hochentwickelte gereimte Sprache.
Durch seine kühnen Wortschöpfungen, seine ambitionierten Reime und nicht zuletzt durch seine haggadischen Anspielungen und Fehler beim Abschreiben seiner Gedichte ist er bald nicht mehr verstanden worden, so dass Kommentare benötigt wurden; spätere Generationen spanisch-jüdischer Dichter haben ihn scharf kritisiert und erstrebten die Rückkehr zur unverfälschten biblischen Sprache.